# Hannover-Leinhausen
Hannover-Leinhausen (niem: Bahnhof Hannover-Leinhausen) – przystanek kolejowy w Hanowerze, w kraju związkowym Dolna Saksonia, w Niemczech. Posiada kategorię 4 i znajduje się na linii kolejowej Hanower-Minden. Znajduje się na granicy dzielnic Leinhausen i Herrenhausen. Jest obsługiwana wyłącznie przez pociągi S-Bahn.

## Historia
Pierwszy przystanek Leinhausen na trasie Hanower - Wunstorf powstał 1887. Był to prosty budynek z muru pruskiego.
Zabytkowy budynek stacji został zaprojektowany w 1911 roku przez architekta Gustava Baera. Po zakończeniu budowy mostu na Viaduks Schaumburgstraße 1914, pod koniec 1914 lub 1915 drewniany budynek stacji został oddany do użytku.
Dzisiaj budynek stacji jest siedzibą teatru muzycznego.